# Saint-Romain-et-Saint-Clément
Saint-Romain-et-Saint-Clément är en kommun i departementet Dordogne i regionen Nouvelle-Aquitaine i sydvästra Frankrike. Kommunen ligger i kantonen Thiviers som tillhör arrondissementet Nontron. År 2022 hade Saint-Romain-et-Saint-Clément 331 invånare.

## Befolkningsutveckling
Antalet invånare i kommunen Saint-Romain-et-Saint-Clément
Referens:INSEE